# Oda Krohg
Oda Krohg (nata Othilia Pauline Christine Lasson) (Oslo, 11 giugno 1860 – Oslo, 19 ottobre 1935) è stata una pittrice norvegese, moglie del pittore e giornalista Christian Krohg.

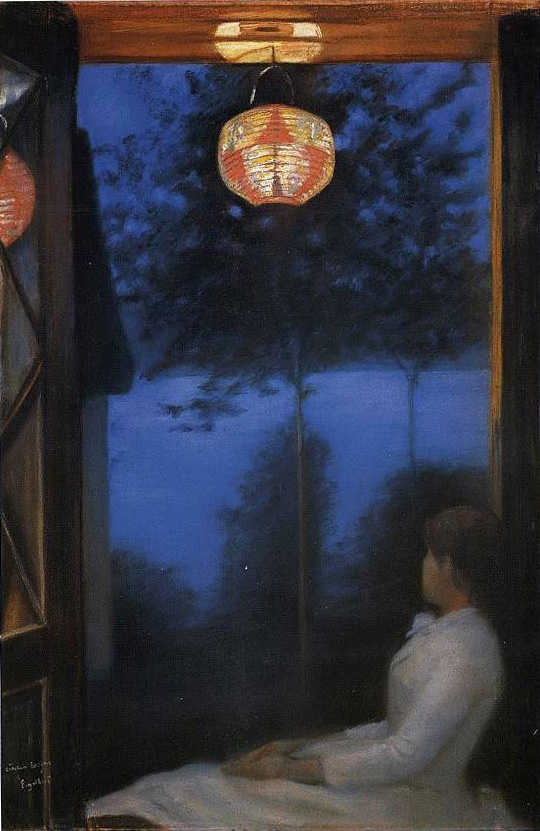
Japansk lykt (1886)

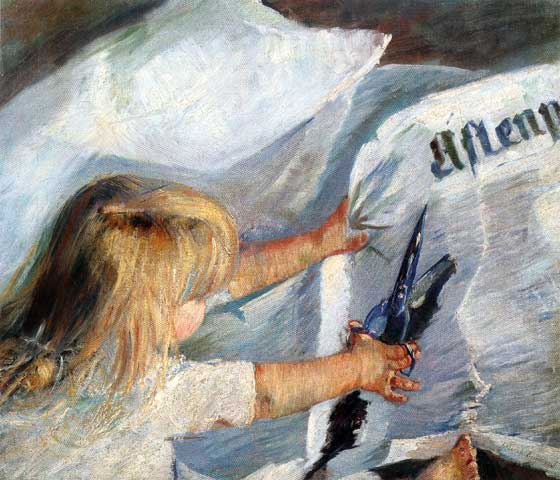
En abonnent på Aftenposten (1887)

Othilia era la seconda degli undici figli dell'avvocato Christian Otto Carl Lasson (1830-1893) e di Alexandra Cathrine Henriette von Munthe af Morgenstierne (1838-1881), tra i suoi fratelli vi furono il compositore Per Lasson (1859-1883), la cantante e scrittrice Bokken Lasson (1871-1970) e Alexandra Lasson (1862–1955) che nel 1886 sposò il pittore Frits Thaulow. La nonna materna, Anastasia Sergeyevna Saltykova, apparteneva alla famiglia Saltykov, una famiglia nobile imparentata con i Romanov.
Othilia crebbe nell'ambiente della borghese intellettuale in una famiglia interessata all'arte e soprattutto alla musica.
Il 18 giugno 1881 sposò Jørgen Marianus Flood Engelhart (8 luglio 1852-22 luglio 1921) commerciante e viceconsole figlio del capitano Frederik Nicolai Wilhelm Engelhart (1816-76) e di Inger Jørgine Simonine ("Nina") Marie Flood (1828-91), 
dopo due anni lasciò il marito con i due figli piccoli, il matrimonio fu sciolto nel 1888.
Nel 1884 divenne allieva di Christian Krohg e l'anno successivo frequentò la scuola di pittura di Erik Werenskiold, Hans Heyerdahl e Christian Krohg. Iniziò una relazione con Krohg e nel 1885 nacque Nana, la prima figlia. I due si sposarono nel 1888, l'anno successivo nacque il figlio Per.
Negli anni Novanta del XIX secolo la famiglia ebbe una vita travagliata, con soggiorni a Copenaghen, Berlino e Parigi.
Nel 1897 a Berlino si innamorò del drammaturgo Gunnar Heiberg e si trasferì con lui a Parigi dove visse più o meno stabilmente fino al 1911.
Nonostante la scarsa formazione tecnica Oda Krohg non esitò ad applicare nei suoi lavori le tendenze artistiche d'avanguardia acquisite nel contatto con le comunità artistiche che frequentò. Nelle sue opere iniziali, dal 1885 al 1900 circa, prevale la pittura d'atmosfera del neoromanticismo norvegese, vi sono scene serali e notturne che si ritrovano nella sua opera più nota del periodo, Japansk lykt del 1886.
Dipinse anche opere di gusto più impressionista, con ritagli inconsueti in cui traspare l'influenza di Christian e pennellate audaci come En abonnent på Aftenposten del 1887. Spesso i modelli sono i membri della famiglia, il marito e i figli, dei quali rappresenta un ampio spettro di emozioni. 
Il motivo dei bambini si ritrova nella sua produzione dell'inizio del XX secolo dominata però dal tema dei ritratti di artisti e personalità dell'ambiente culturale e della sua cerchia di frequentazioni. Ritrasse Gunnar Heiberg, Tulla Larsen, la sorella Bokken Lasson, Sten Drewsen, Aasta Hansteen, Karl Edvard Diriks, Ivar Arosenius, Margrethe Vullum e Thomas Peter Krag. Le opere sono intense, il gioco di chiari e scuri, i colori caldi e il linguaggio corporeo fanno trasparire la personalità dei soggetti.
Dopo il rientro a Kristiania nel 1911 la sua produzione diminuì, in questo periodo produsse alcune opere su commissione con colori più chiari e una pennellata più libera tra le quali un bel ritratto dell'attrice Johanne Dybwad.
Dal 1886 fino al 1915 espose regolarmente alla Høstutstillingen, l'esposizione nazionale d'arte contemporanea che si tiene tutti gli anni a Oslo, fece diverse mostre con Christian Krohg tra cui la mostra dei ritratti al Kunstforening nel 1906. Prese parte anche a mostre di pittura scandinava all'estero e al Salon des Indépendants a Parigi.
Alla sua morte fu sepolta nel Vår Frelsers gravlund a Oslo.
Sue opere si trovano alla galleria nazionale di Oslo, al Museo d'arte di Bergen, a Museo cittadino di Oslo, al Museo d'arte della Norvegia meridionale (Sørlandets Museum) a Kristiansand, a Stavanger e al Museo nazionale di Stoccolma.
Oda fu ispiratrice e protagonista di alcune opere letterarie come Korset di Sigbjørn Obstfelder e Nemesis di Jappe Nilssen e di due opere teatrali di Gunnar Heiberg, Il balcone e La tragedia dell'amore. La vicinanza con gli ambienti bohémien, le scelte di vita poco convenzionali fecero sì che la sua controversa reputazione pubblica oscurò in parte la sua fama come pittrice e artista.